# Krystyna i Marian Barscy
Krystyna Barska (ur. 1925 w Czarnocinie, zm. 1999 we Wrocławiu) i Marian Barski (ur. 1927 w Lesznie, zm. 2005 we Wrocławiu) – małżeństwo architektów wspólnie działających po II wojnie światowej we Wrocławiu.

## Życiorys

### Krystyna Barska (z domu Postawka)
Studiowała na Wydziale Malarstwa ASP w Krakowie i Wydziale Architektury Politechniki Krakowskiej. Studia architektoniczne ukończyła na Wydziale Architektury Politechniki Wrocławskiej w 1952 roku. Następnie zatrudniona kolejno w biurze Miastoprojekt-Wrocław (1952–1967), w Zakładzie Studyjno-Projektowym Politechniki Wrocławskiej (1967–1990) oraz Pracowni Architektonicznej APPA II (1990–1999). Członkini wrocławskiego oddziału SARP oraz Towarzystwa Urbanistów Polskich.

### Marian Barski
Studiował na Wydziale Architektury Politechniki Wrocławskiej, gdzie następnie został pracownikiem naukowym. Prodziekan (1984–1987) i dziekan (1987–1990) tego wydziału. Pracę na uczelni łączył z zatrudnieniem m.in. w Zakładzie Osiedli Robotniczych (1948–1949) czy biurze Miastoprojektu Wrocław (1949–1969). 

## Charakterystyka twórczości oraz projekty architektoniczne

### Charakterystyka twórczości
Zdaniem Krzysztofa Zientala, „architektura ich budynków początkowo wpisuje się, poza wczesnymi projektami socrealistycznymi, w nurt powojennego modernizmu inspirowanego m.in. twórczością Waltera Gropiusa i Le Corbusiera. W końcowym etapie ich twórczość (od lat 90. XX w.) mieści się w nurcie postmodernizmu. Większość realizacji Krystyny i Mariana Barskich to budynki uczelni wrocławskich, których budowa była poprzedzona wygranymi w konkursie”.

### Wspólne projekty i realizacje (wybór)
Wszystkie realizacje znajdują się we Wrocławiu.
- Wydział Weterynarii Wyższej Szkoły Rolniczej, pl. Grunwaldzki 47-51, zaprojektowany w latach 1957–1964 przy współautorstwie Adama Tyczkowskiego, Leszka Zdeka i Bolesława Rutki; realizacja otrzymała w 1964 roku Nagrodę Ministra BiPMB III stopnia[1][2][3].
- Siedziba Instytutu Matematyki Uniwersytetu Wrocławskiego, pl. Grunwaldzki 2, zaprojektowany w latach 1965–1969, wzniesiony w latach 1968–1970[1][2][3].
- Instytut Chemii Uniwersytetu Wrocławskiego (w tym Audytorium), powstał w latach 1968–1971[1][2][3].
- „Ołówek” i „Kredka” – domy studenckie przy pl. Grunwaldzkim we Wrocławiu (1975–1982) – nagroda II stopnia Ministra Budownictwa i Gospodarki Przestrzennej (1992)[1][2][3].
- Siedziba Wydziału Budownictwa Politechniki Wrocławskiej (C-7), pl. Grunwaldzki 11, zaprojektowana w latach 1969–1973, wzniesiona w 1981[1][2][3].

## Upamiętnienie
Od października 2016 jedna z ulic na osiedlu Żerniki we Wrocławiu nosi nazwisko Barskich.

## Galeria

### Projekty kampusów przy pl. Grunwaldzkim

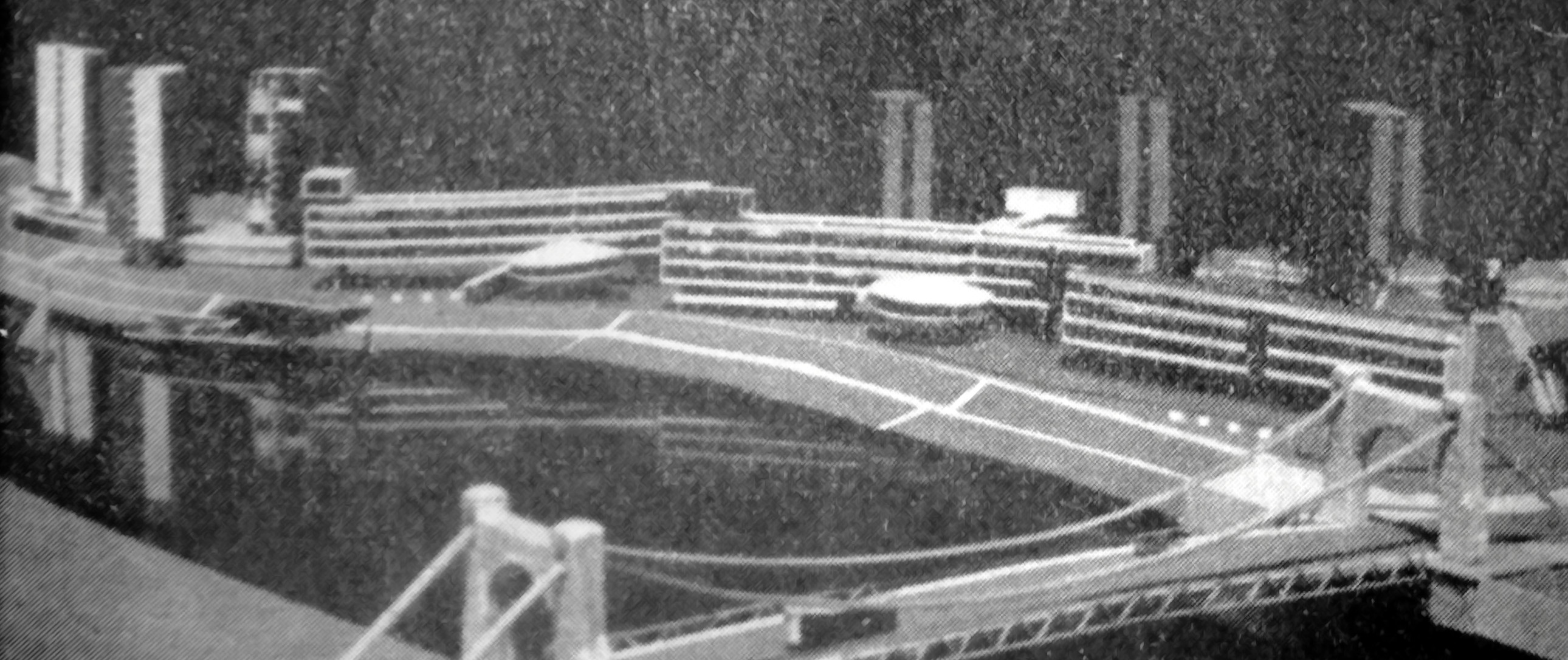
Jedna z pierwszych wersji "Kampusu Grunwaldzkiego" Uniwersytetu Wrocławskiego, początek lat 60.
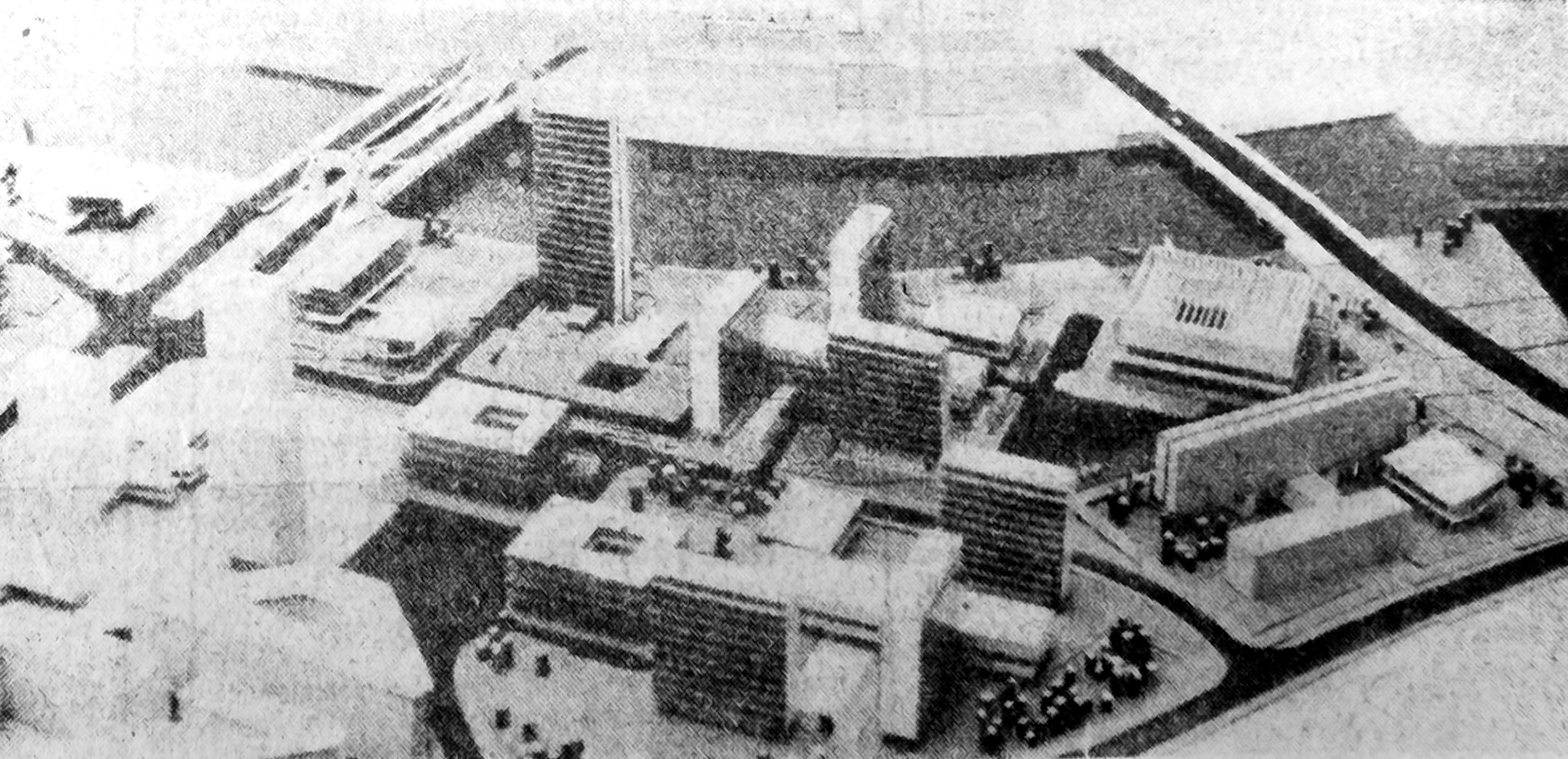
Wersja kampusu Uniwersytetu Wrocławskiego z przełomu lat 60. i 70., częściowo zrealizowana.
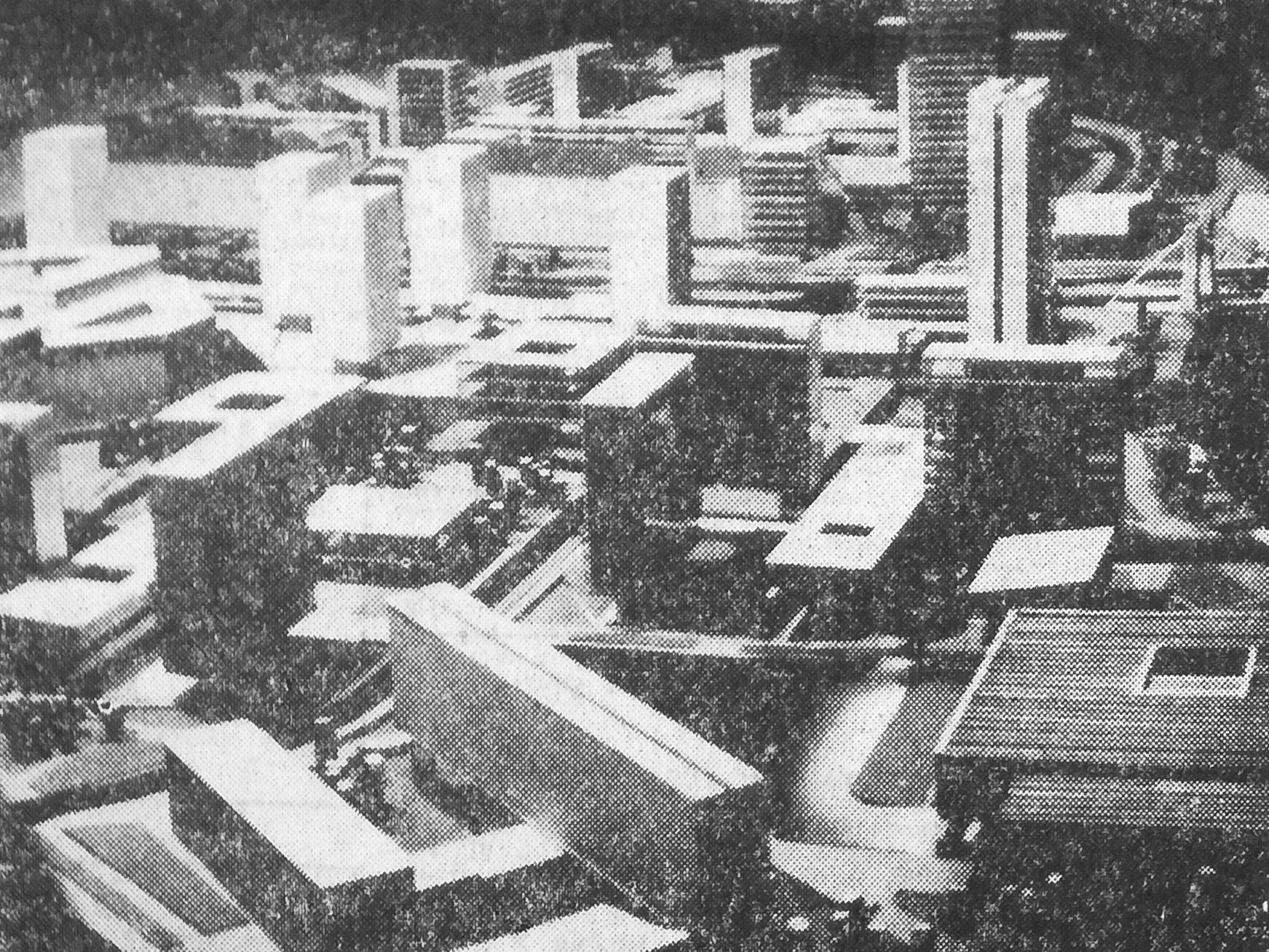
Wersja kampusu Uniwersytetu Wrocławskiego (na pierwszym planie) i Politechniki Wrocławskiej (na dalszym planie) z przełomu lat 60. i 70., częściowo zrealizowana.

### Pawilony Wyższej Szkoły Rolniczej

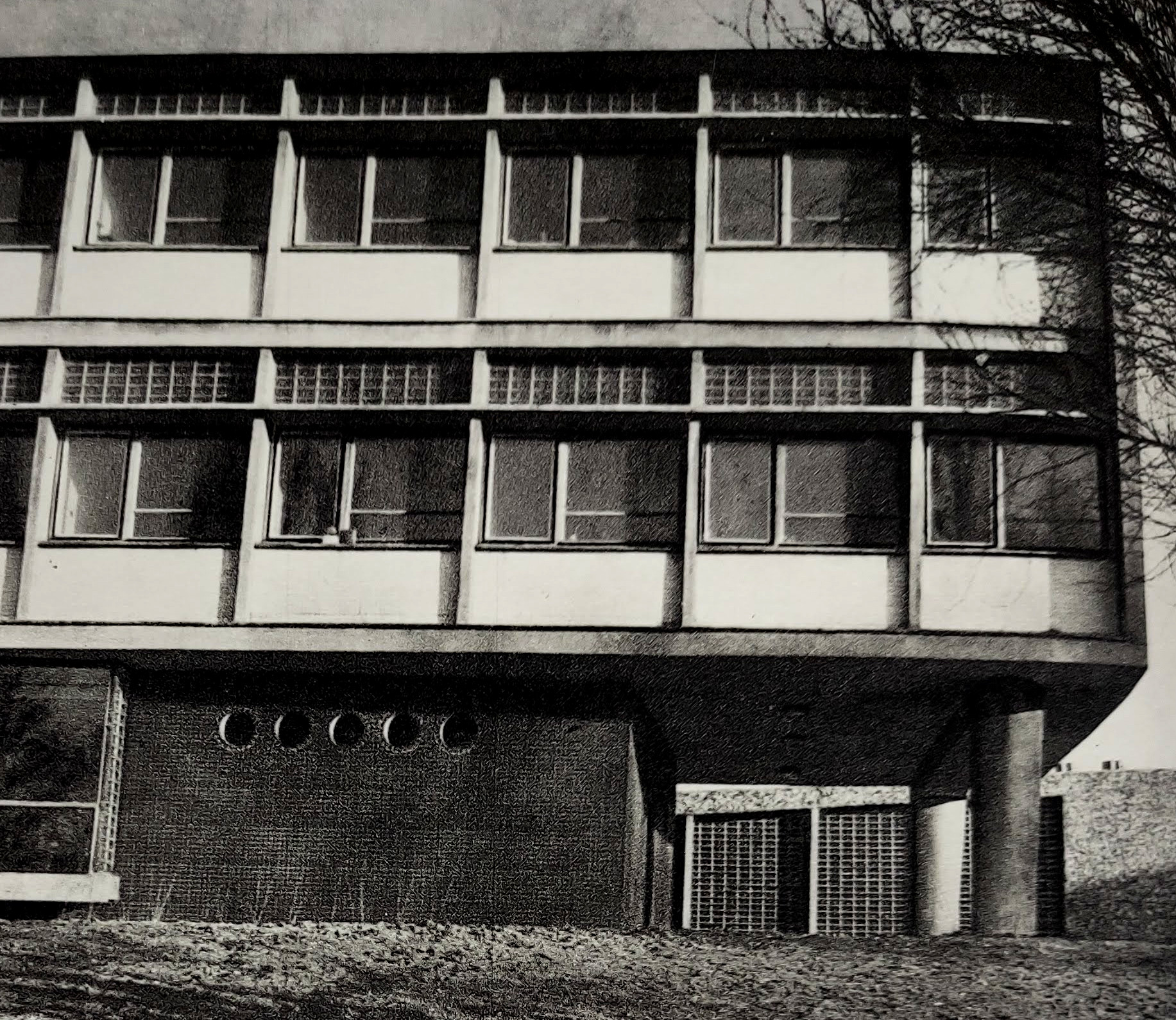
Fasada pawilonu
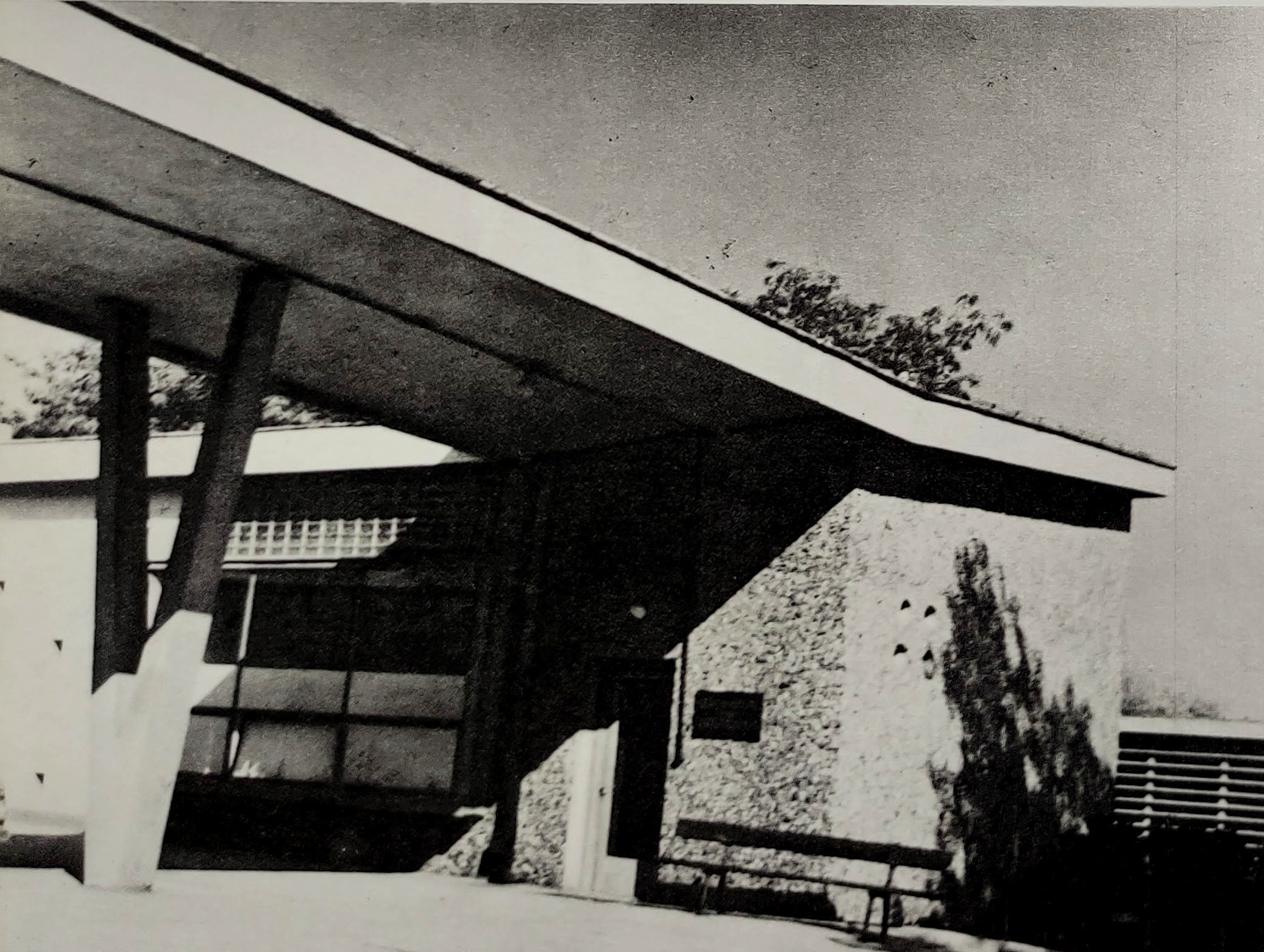
Zagrody od strony tylnej elewacji
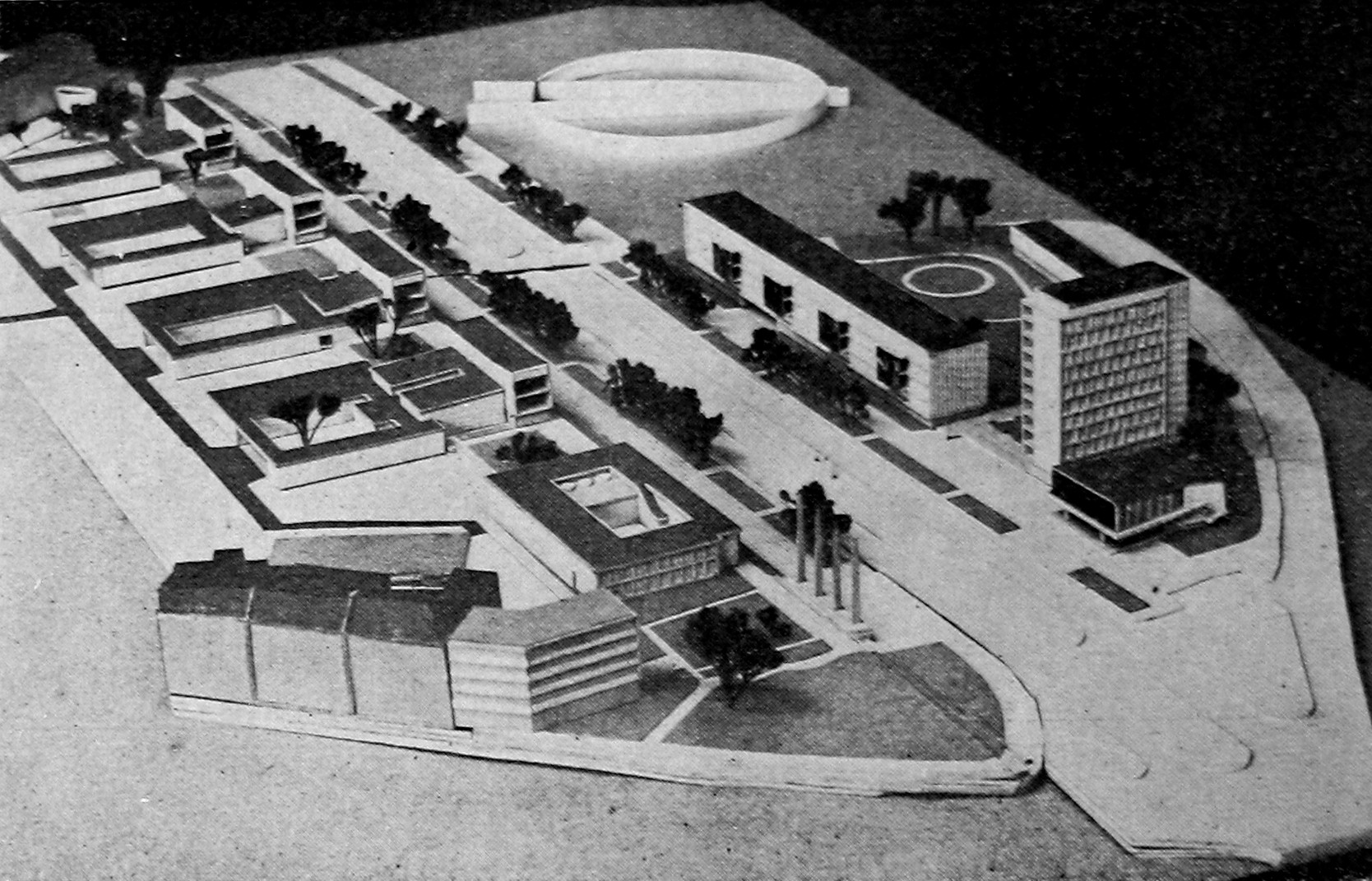
Model zabudowy przy pl. Grunwaldzkim dla Wyższej Szkoły Rolniczej
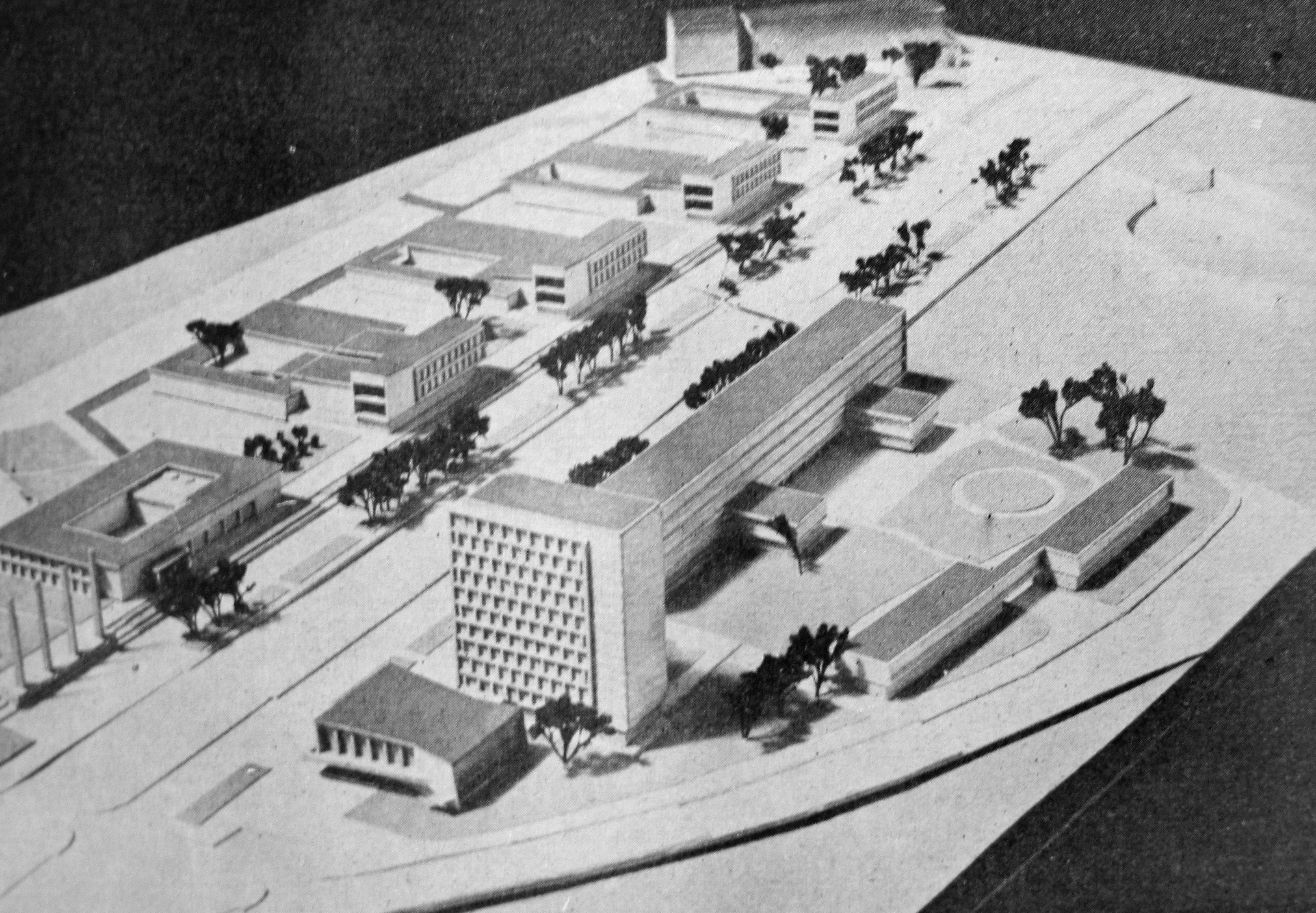
Model zabudowy przy pl. Grunwaldzkim dla Wyższej Szkoły Rolniczej

### Audytorium i wieżowiec Instytutu Chemii

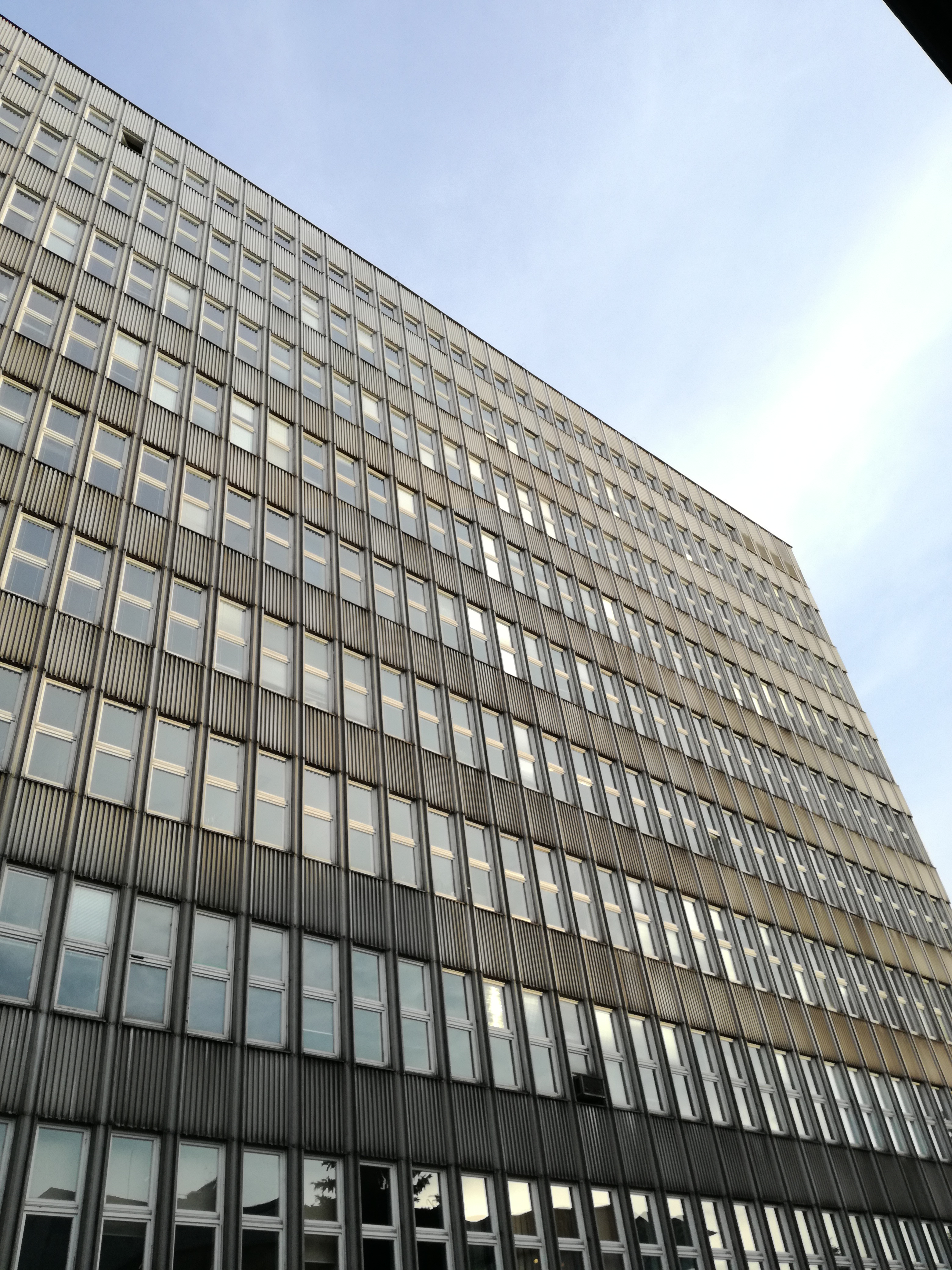
Aluminiowa elewacja wieżowca
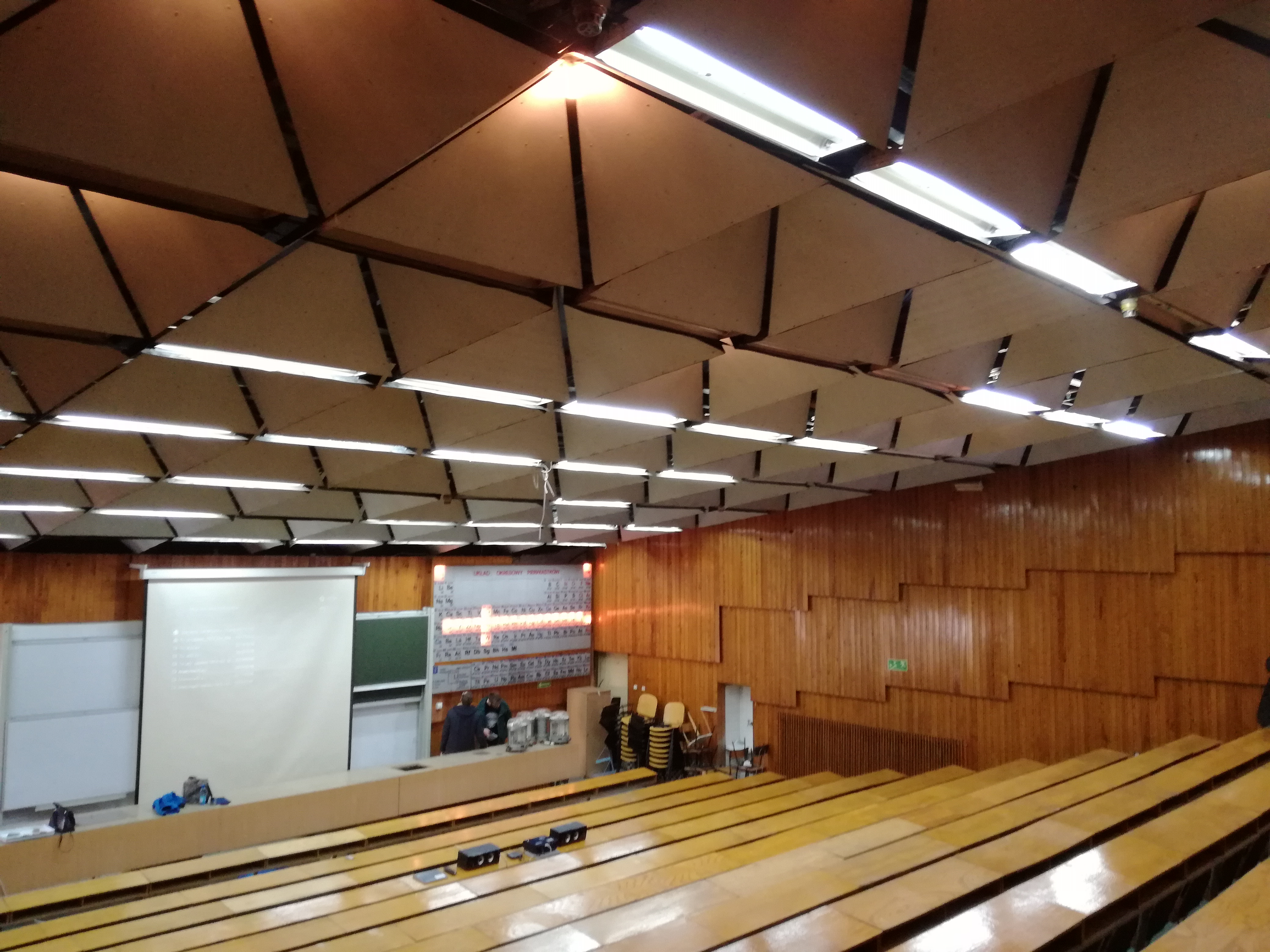
Sala wykładowa audytorium
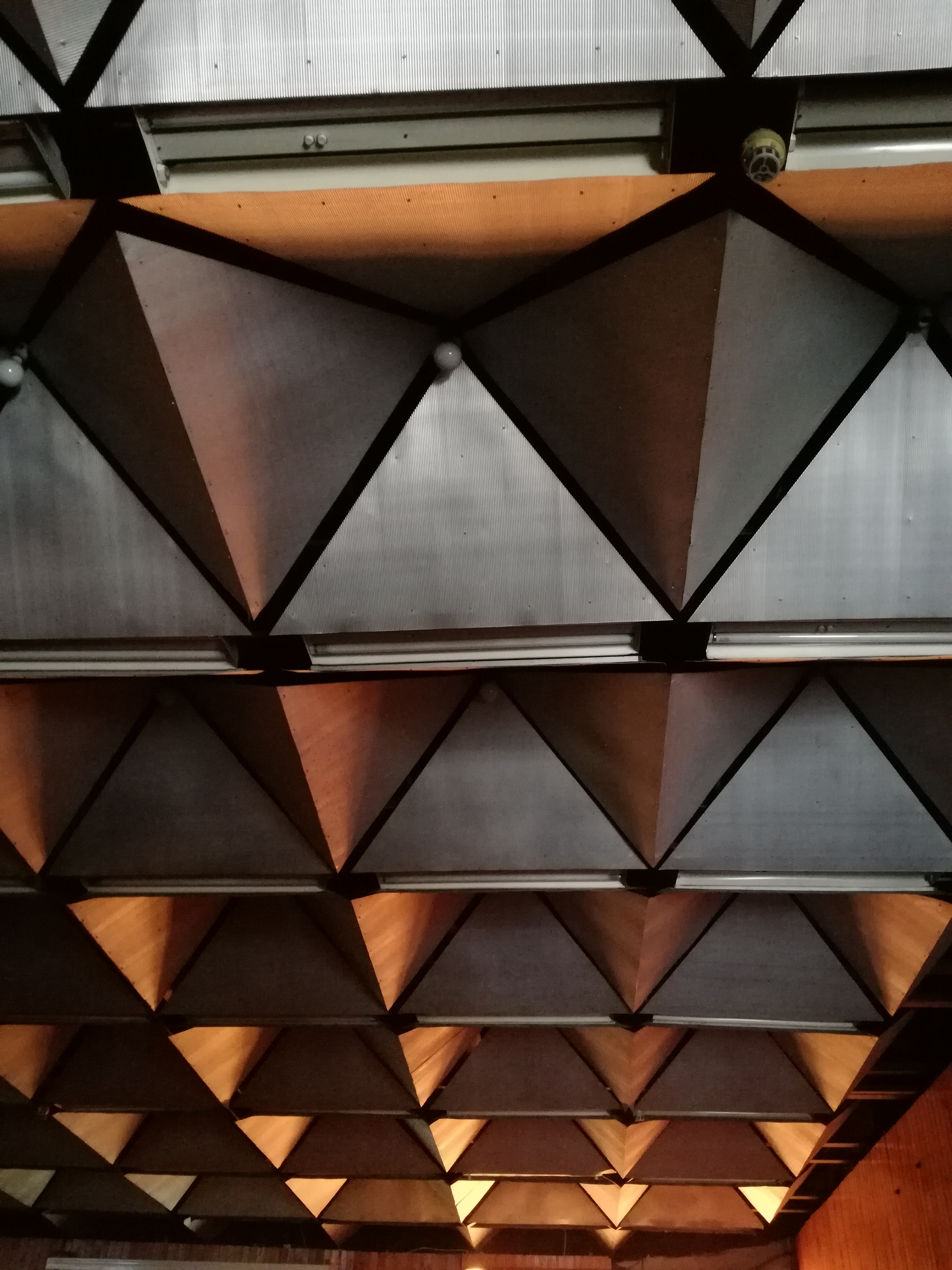
Detal stropu
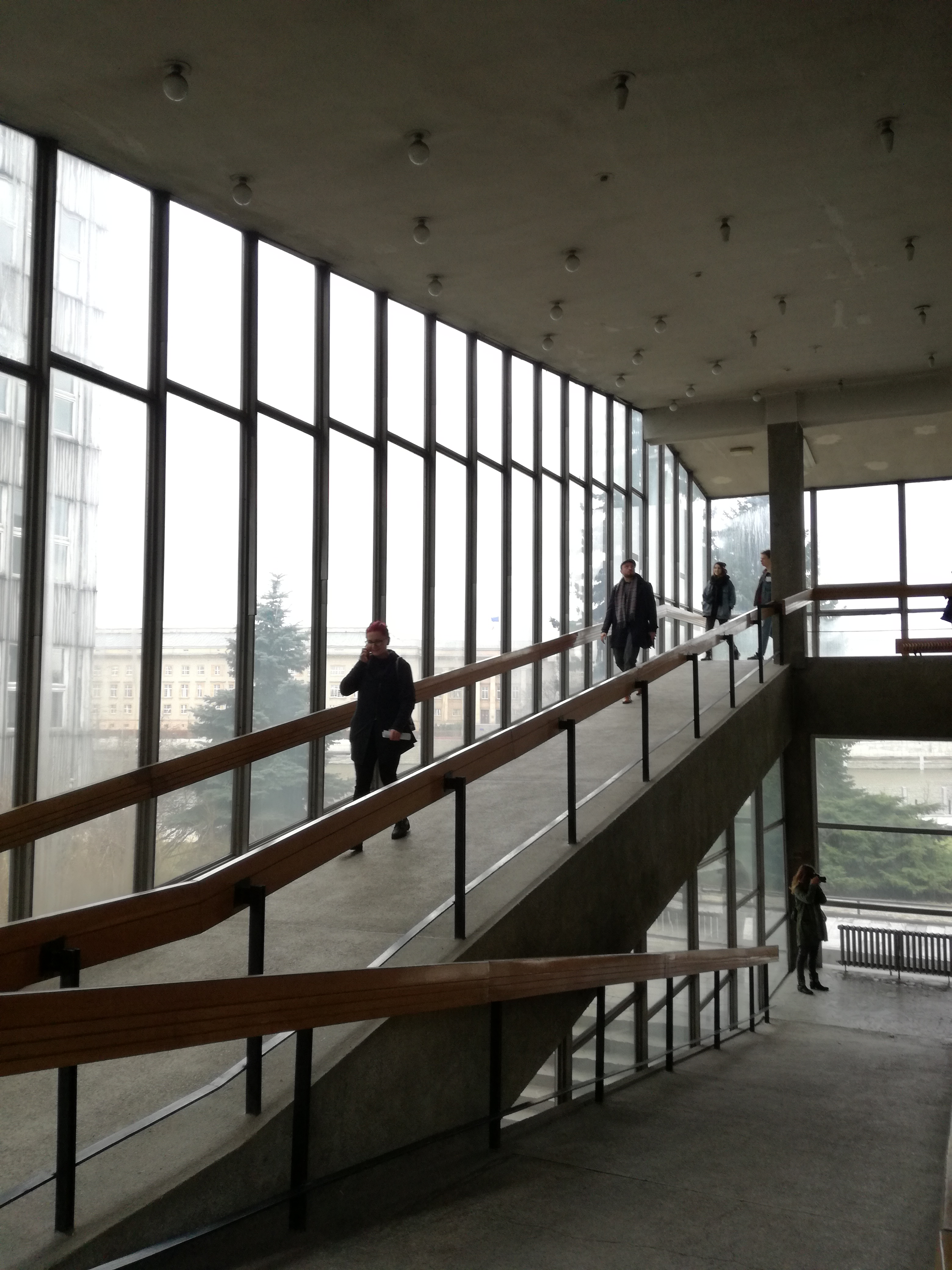
Wnętrze audytorium

### Domy Akademickie Kredka i Ołówek

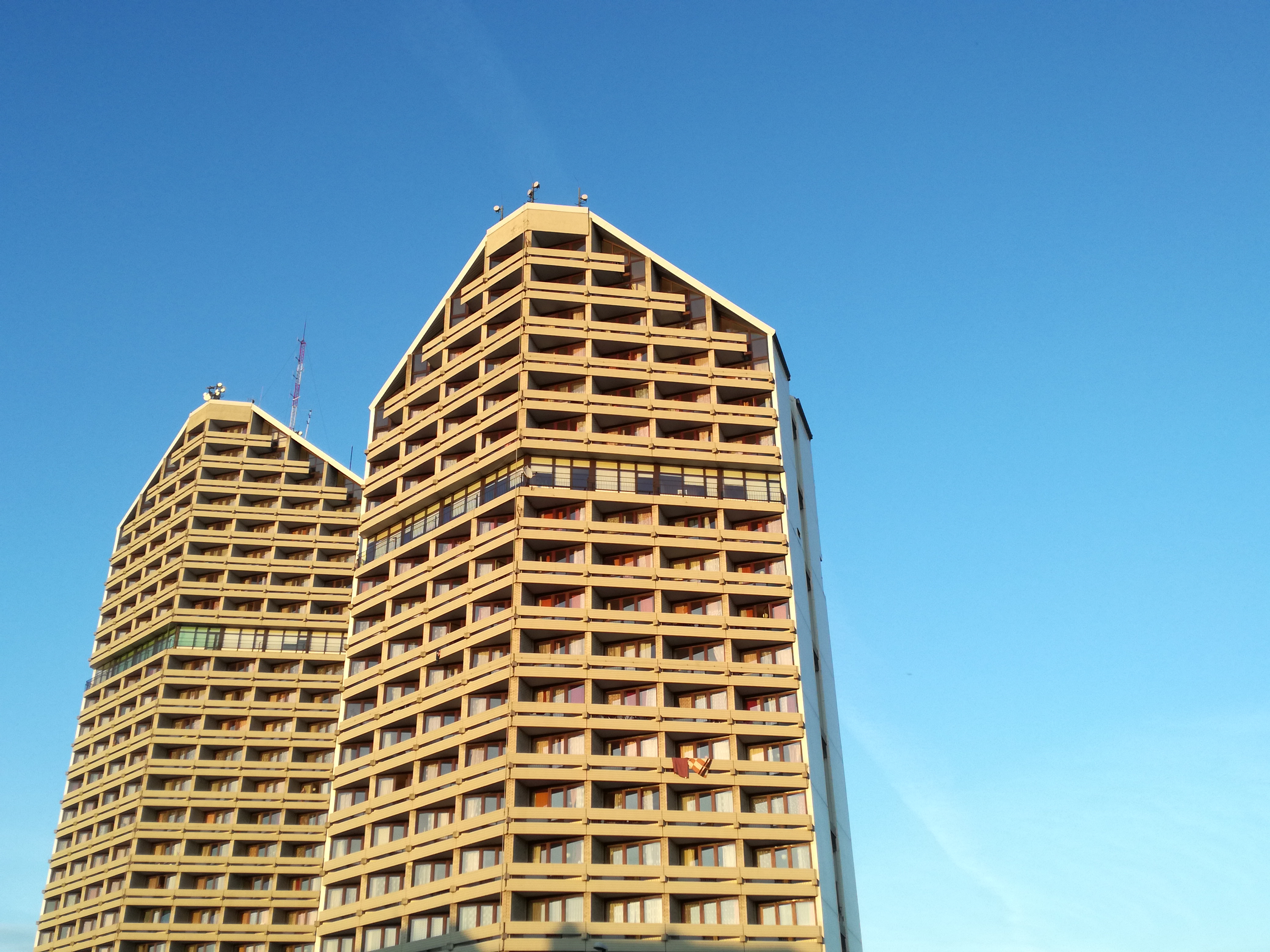
Domy Akademickie Kredka i Ołówek
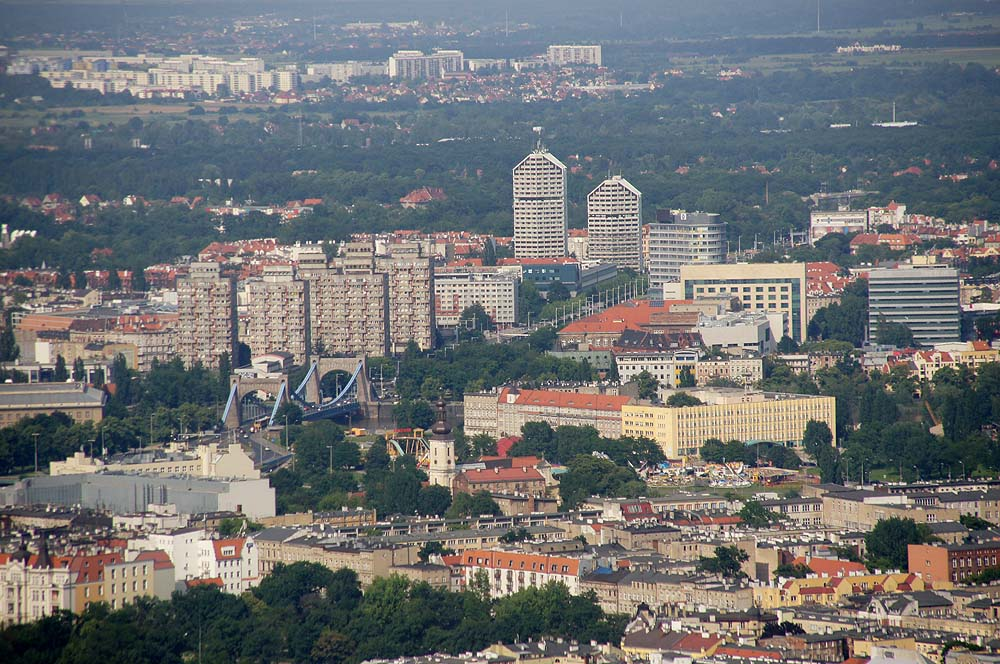
Wieżowce w panoramie pl. Grunwaldzkiego